# Monty (fumetto)
Monty (prima nota come Robotman o Robotman & Monty) è una striscia a fumetti statunitense, di genere comico, ideata nel 1985 dal cartoonist Jim Meddick. Da aprile 2001 ha assunto la denominazione di Monty. Nella striscia vengono spesso parodiate celebri opere del cinema e della televisione come Star Trek, Matrix, Lost e Gilligan's Island, o dei fumetti come l'Uomo Ragno. Ha vinto il Reuben Award nella categoria Best Newspaper Comic Strip nel 2007.
La serie si caratterizza anche per la presenza sin dall'esordio di situazioni illogiche e improbabili come animali antropomorfi e parlanti, personaggi assurdi e frequenti incursioni al di là del quarto muro; inoltre è ricco di riferimenti alla cultura popolare americana con citazioni di  serie televisive e pubblicità entrate nell'immaginario comune ma anche riferimenti ad altri fumetti e alla teoria del complotto e alla sottocultura nerd. Come disse lo stesso autore:
(Jim Meddick)

## Storia editoriale
Jim Meddick iniziò a realizzare il fumetto nel 1985 su incarico della United Feature Syndicate che gli chiese di  produrre un'opera avente come protagonista un robot. Robotman, il personaggio principale, era già definito, e Meddick dovette solo creare la trama ed i personaggi di contorno. Successivamente Meddick introdusse altri strampalati personaggi, alcuni di rilievo, e uno di questi, Monty, divenne in breve tempo il protagonista della serie. Agli inizi del 2000, durante la negoziazione del contratto, gli editori chiesero a Meddick di cambiare il titolo della striscia e di rimuovere il personaggio del robot per esigenze di marketing e, a seguito di questo, Robotman assunse un ruolo via via sempre più di secondo piano fino a scomparire definitivamente lasciando Monty come unico protagonista e cambiando di conseguenza il titolo.
In Italia è pubblicata regolarmente dalla rivista Linus.

### Periodo Robotman
Il fumetto nacque nel 1985 con il titolo di Robotman. Le prime strisce raccontavano le avventure di Robotman, un piccolo robot antropomorfo, convinto di essere un extraterrestre in visita sulla Terra. Nelle primissime strisce aveva ancora difficoltà ad approcciarsi allo stile di vita terrestre e viveva come ospite presso una famiglia della media borghesia, i Milde. All'inizio degli anni novanta Robotman lasciò la sua famiglia adottiva e andò a vivere con un goffo inventore, contraddistinto da spiccati atteggiamenti da geek, Monty che successivamente si scoprì essere stato il costruttore e il programmatore di Robotman, dandogli  falsi ricordi e convincendolo di essere un alieno. I due iniziarono così una lunga convivenza. Dagli inizi del 2000 il personaggio di Monty iniziò ad avere sempre più risalto nella striscia, così come assunsero maggiore spessore altri personaggi in precedenza poco più che comparse, come Cagnone, uno strampalato amico nullafacente di Monty, o Loco, un'artista esistenzialista con la quale l'inventore ha una contorta storia d'amore. Infine, nell'aprile 2001, vengono creati i presupposti per l'addio di Robotman: il robot viene rapito da alcuni alieni e portato su un lontano pianeta; qui, pur riuscendo a liberarsi, incontra una avvenente robot femmina della quale si innamora e, per conquistarla, affronta in duello William Shatner, anch'egli prigioniero degli alieni. Battuto Shatner grazie ai suggerimenti inviatigli dalla Terra dall'amico Monty, Robotman riesce a ricongiungersi con la sua amata e decide di restare nello spazio con lei, dando per sempre addio ad un commosso Monty.

### Periodo Monty
Per rimpiazzare lo scomparso Robotman, nella nuova versione della striscia vengono presto affiancati a Monty due nuovi coprotagonisti: Mr. Pi, un curioso alieno, e Chimpy, una scimmia parlante ma il protagonista rimane comunque Monty, impegnato tra le sue invenzioni bislacche e i mille lavori che tenta di svolgere, da impiegato in un grande magazzino a boscaiolo, e il suo drammatico rapporto con le donne in generale e con Loco in particolare, verso la quale nutre un misto di attrazione e di odio.

## Personaggi
- Monty Montahue: è uno strambo inventore con caratteristiche nerd perennemente impegnato in strampalati progetti e lavori bizzarri; in passato ha lavorato come scienziato per il governo degli Stati Uniti quando ha progettato e costruito Robotman ma di questo periodo non ricorda nulla poiché è stato sottoposto al lavaggio del cervello; dotato di spessi occhiali e di un grosso naso aquilino, Monty viene speso descritto come un disagiato sociale, incapace di riuscire anche nelle cose più semplici e continuamente in difficoltà nei rapporti umani, specialmente con le donne; si dedica spesso a hobby piuttosto bizzarri con scarso successo a causa di una notevole goffaggine e di un'eccessiva e mal riposta fiducia in se stesso;
- Robotman: l'originario protagonista della striscia, è forse l'unica vera grande invenzione di Monty, un robot dotato di un'intelligenza pari a quella umana e di una personalità piuttosto spiccata; vive con Monty, che considera, pur non sopportando spesso i suoi modi, un amico; anche se programmato, in teoria, per servire gli umani, lo si vede spesso esprimere il suo disappunto per la loro mancanza di logica, ed è più volte tentato di sovvertire la propria programmazione e di mostrare la propria superiorità conquistando il genere umano; dal momento che ciò gli è impossibile per via delle leggi della robotica, si consola giocando spesso dispetti a Monty;
- Mr. Pi (cambierà il suo nome in Dave-7): è un ibrido alieno-umano proveniente dal sistema solare di Rigel che, capitato sulla terra in concomitanza con la scomparsa di Robotman, trova ospitalità in casa di Monty; è estremamente logico e un profondo conoscitore della meccanica quantistica; in alcune occasioni fa riferimento ad alcuni oscuri piani della sua razza per invadere la Terra;
- Fleshy: è il gatto senza pelo di Monty, non possiede nessuna delle attitudini tipiche dei felini, essendo timido, pavido e goffo;
- Cagnone (Moondog): è un amico di Monty, ubriacone, pigro e dedito unicamente alla birra, completamente sciatto e perennemente disoccupato e felice di esserlo; vive in una disordinata casa insieme a un pappagallo intelligente e parlante, chiamato Pilsner;
- Loco Ohno: evidente parodia, sin dal nome, di Yoko Ono[senza fonte], è la fidanzata di Monty, sebbene il loro rapporto sia discontinuo e in più occasioni i due sembrano odiarsi visceralmente, pittrice, cinica ed esistenzialista, perennemente vestita di nero;
- Chimpy: è uno scimpanzé parlante e dai modi umani che vive con Monty e perennemente impegnato a tentare di dimostrare la presunta superiorità della propria razza nei confronti degli umani, pur non sembrando particolarmente brillante e venendo di continuo ridicolizzato da Mr. Pi.